# 천주교 인천교구
천주교 인천교구(天主敎仁川敎區, 라틴어: Dioecesis Inchonensis)는 인천광역시를 비롯하여, 경기도 부천시, 김포시, 시흥시(구 소래읍), 안산시 대부도를 관할하는 로마 가톨릭교회의 교구 중 하나이다.

## 역사
1846년 부천 소사 지역에 천주교가 전파되었다고 알려져 있다. 1889년 5월 1일 제물포 성당(현 답동주교좌성당)이 창설되어 초대 주임으로 파리 외방 전교회 소속의 천주교 선교사인 빌렘 신부가 임명되었다. 1961년 6월6일 서울대목구에서 인천지역을분리 인천대목구가 설정이 되었으며 메리놀회의 나길모신부가 교구장에 임명되었다. 1962년 인천대목구가 인천교구로 승격하였다. 본래 인천교구는 경기도 인천시와 김포군(지금의 김포시), 강화군, 부천군 도서지역(지금의 인천광역시 옹진군)만을 관할하였으나, 1970년 인천에 인접한 부천군 내륙지역(지금의 부천시 전지역과 시흥시의 옛 소래읍 지역)을 수원교구로부터 편입하여 지금까지 이르고 있다. 2011년에는 유일한 특수본당인 청언성당이 설립되었다. 해당 본당은 청각장애인들을 위한 미사를 봉헌한다.

## 역대 교구장
1. 나길모(굴리엘모) 주교 (1961년 6월 6일 ~ 2002년 4월 25일)
2. 최기산(보니파시오) 주교 (2002년 4월 25일 ~ 2016년 5월 30일)
3. 정신철(요한 세례자) 주교(2016년 11월 10일 ~ 현재)

## 관할구역
- 인천광역시, 부천시, 김포시
- 시흥시 북부(과림동, 대야동, 매화동, 신천동, 신현동, 은행동)
- 안산시 대부동

## 관할 지구 및 본당
- 강화지구[인천 강화군] : 강화, 내가, 마니산(준본당), 온수, 하점
- 김포지구[경기 김포시, 인천 서구 검단 일부] : 고촌, 김포, 대곶, 마산동, 불로동, 사우2동, 사우동, 양곡, 운양동, 청수, 통진, 풍무동, 하성
- 계양지구[인천 계양구] : 계산동, 박촌동, 서운동, 작전2동, 작전동, 장기동, 효성동
- 미추홀지구[인천 미추홀구] : 도화동, 숭의동, 용현5동, 용현동, 제물포, 주안1동, 주안3동, 주안5동, 주안8동, 학익동
- 남동지구[인천 남동구] : 간석2동, 간석4동, 고잔, 구월1동, 구월동, 남촌동, 논현동, 만수1동, 만수2동, 만수3동, 만수6동, 모래내, 서창동, 서창2동, 소래포구
- 부평지구[인천 부평구] : 갈산동, 부개2동, 부개동, 부평1동, 부평2동, 부평3동, 부평4동, 산곡3동, 산곡동, 삼산동, 십정동, 일신동
- 서구지구[인천 서구(검단 일부 제외)] : 가정3동, 가정동, 가좌동, 검단동, 검암동, 마리스텔라(준본당), 마전동, 석남동, 연희동, 오류동, 원당동, 청라, 청라3동
- 연수지구[인천 연수구] : 동춘동, 선학동, 송도2동, 연수, 옥련동, 인천가톨릭대 한국순교성인, 청학동
- 중동구지구[인천 중구, 동구, 옹진군(영흥면 제외)] : 답동 주교좌, 대청도(준본당), 덕적도, 백령, 송림4동, 송림동, 송현동, 신공항[1], 신도(준본당), 연안, 연평도, 영종, 용유(준본당), 해안, 화수동
- 부천1지구[경기 부천시 남부] : 범박동, 상동, 소사, 소사본3동, 소사본동, 송내1동, 심곡, 심곡본동, 역곡, 역곡2동, 옥길동
- 부천2지구[경기 부천시 북부] : 고강동, 삼정동, 상1동, 상3동, 여월동, 오정동, 원미동, 원종2동, 중1동, 중2동, 중3동
- 시흥안산지구[경기 시흥시 북부, 경기 안산시 대부동, 인천 옹진군 영흥면] : 대부, 대야동, 도창동, 신천, 영흥, 은계, 은행동, 포동
- 특수 : 청언

## 교구 현황
1961년 서울대목구에서 분리될 당시 신자수는 2만3천 명이었으나, 2013년 1월 기준으로 인천교구의 규모는 117개 본당(섬, 도서지역 본당 제외), 29개의 공소가 있고, 소속된 신자 수는 약 41만 명으로 관할지역 인구 410만 명 대비 10%에 달한다. 2013년 기준으로 성직자는 주교 2명과 몬시뇰 4명을 포함하여 232명에 달한다. 교구 내에 52개의 남녀 수도회가 있으며, 대학교 2개(인천가톨릭대학교, 가톨릭관동대학교), 고등학교 3개(인천대건고등학교, 박문여자고등학교, 소명여자고등학교), 중학교 2개(박문중학교, 소명여자중학교), 초등학교 1개(박문초등학교) 등을 운영하며, 또한 관할 지역 내에서 80여 곳의 사회복지시설을 운영하고 있다.

## 교육
- 대학교
  - 인천가톨릭대학교
  - 가톨릭관동대학교 (강원도 강릉시)
- 고등학교
  - 인천대건고등학교
  - 박문여자고등학교
  - 소명여자고등학교
- 중학교
  - 박문중학교
  - 소명여자중학교
- 초등학교
  - 박문초등학교
- 유치원/어린이집
  - 노틀담유치원 (인천광역시 계양구 계산동, 노틀담수녀회)
  - 마리아유치원 (인천광역시 계양구 임학동)
  - 성 바오로 유치원 (인천광역시 남구 용현동)
  - 복자유치원 (인천광역시 남동구 만수동, 한국순교복자수녀회)
  - 성심유치원 (인천광역시 부평구 부평동, 부평4동성당)
  - 성아유치원 (인천광역시 부평구 십정동, 부평3동성당)
  - 박문유치원 (인천광역시 중구 답동, 답동주교좌성당)
  - 성모유치원 (인천광역시 옹진군, 백령도성당)
  - 혜성유치원 (부천시 괴안동, 역곡성당)
  - 소화유치원 (부천시 고강동, 고강동성당)
  - 분도유치원 (부천시 소사동)
  - 고잔어린이집 (인천광역시 남동구 고잔동)
  - 만석어린이집 (인천광역시 동구 만석동)
  - 글라라어린이집 (인천광역시 부평구 삼산동, 갈산동성당)
  - 무지개어린이집 (인천광역시 서구 연희동)
  - 성모어린이집 (인천광역시 서구 가정동)
  - 검단어린이집 (인천광역시 서구 마전동)
  - 검단3동어린이집 (인천광역시 서구 원당동)
  - 섭리어린이집 (인천광역시 중구 송월동3가)
  - 카푸친어린이집 (부천시 괴안동, 카푸친수녀회)
  - 성가어린이집 (부천시 원미동)
  - 임마누엘어린이집 (부천시 중3동, 중3동성당)
  - 도미니꼬 애덕 어린이집 (부천시 춘의동)
  - 예은어린이집 (시흥시 대야동, 대야동성당)

## 직속 의료기관
- 가톨릭대학교 인천성모병원
- 가톨릭관동대학교 국제성모병원
- 천주교 인천교구 시니어타운 마리스텔라